# Leonardo Cattaneo Della Volta
Leonardo Cattaneo della Volta (Genova, 1487 – Genova, 1572) fu il 52º doge della Repubblica di Genova.

## Biografia

### Primi anni

Stemma nobiliare dei Cattaneo Della Volta

Figlio di Angelo Cattaneo della Volta e di Maria Cattaneo di Quilico, nacque a Genova intorno al 1487. Sposò Luigia Spinola di Giovanni Battista da cui l'unica figlia Maria. Non avendo eredi maschi, adottò il nipote Leonardo Grillo di Luca, dando origine ai Grillo Cattaneo.
La sua nobile figura è ricordata negli annali storici dei personaggi genovesi per aver fondato, in un periodo di massima carestia, l'"Officio dei Poveri". Quest'ultimo era formato da un magistrato composto da otto cittadini genovesi che, assieme alla parallela costruzione di numerosi granai pubblici, riuscì a dare coordinazione e quindi provvedere al sostentamento, secondo alcuni riferimenti storici, di circa quattromila abitanti bisognosi.
La prima carica istituzionale che ricoprì Leonardo Cattaneo della Volta fu quella di procuratore della Repubblica dal 1533. Nel 1534, con la fresca nomina di governatore, fu designato dal doge Battista Lomellini alla guida del territorio d'oltremare della Corsica. Ritornato a Genova nel 1535 dopo il mandato da governatore, carica che ricoprì per circa due anni, fu nominato governatore della Repubblica stessa: è in questa fase che, durante il dogato di Cristoforo Grimaldi Rosso, suggerì l'istituzione e partecipò all'officio.
Secondo diverse opinioni storiche fu proprio il suo attivismo nel gestire l'emergenza di carestia che, di fatto, lo portarono nelle elezioni dogali del 1541 quale personalità designata a ricoprire la più alta carica dello Stato. Con ben 268 voti favorevoli, e tra l'acclamazione del popolo genovese, Leonardo Cattaneo della Volta fu eletto il 4 gennaio settimo doge di Genova, con carica biennale, e cinquantaduesimo nella storia repubblicana.

### Il dogato e gli ultimi anni

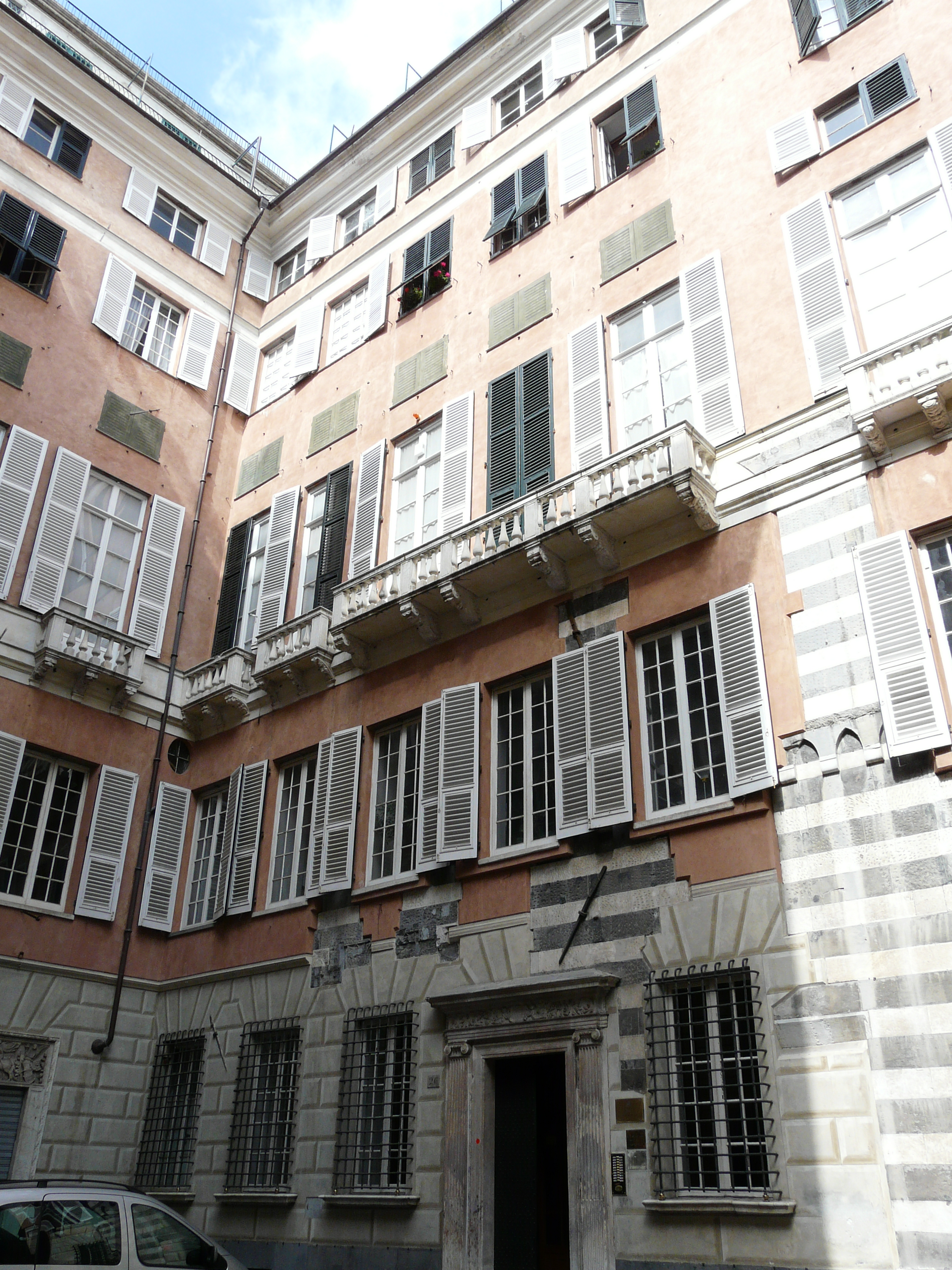
Il palazzo Cattaneo Della Volta presso la chiesa di San Torpete

Nel suo mandato promosse la costruzione delle mura delle porte dell'Arco, lavori nella torre Grimaldina di palazzo Ducale e del porto genovese erogando una spesa di circa 500 scudi d'oro. 
Dovette però fare i conti anch'egli con una nuova carestia che afflisse Genova e il resto d'Italia nel 1541. Per reperire nuove risorse agrarie lo stato genovese chiese aiuti sia dalla Sicilia che dai campi della Lombardia, ma proprio il dilagarsi dell'evento in altri stati italiani, e quindi con analoghe situazioni di "domanda alimentare", costrinsero il doge a rivolgersi al di là dei confini territoriali della Repubblica, in Provenza nel Regno di Francia. All'immediata risposta francese nella fornitura di risorse seguirono ufficiali ringraziamenti del doge Cattaneo della Volta da parte dei due ambasciatori della Repubblica al re di Francia.
Al termine del suo biennio dogale, nel 1543, ritornò a vivere nel suo sontuoso palazzo presso la chiesa di San Torpete. Nel 1547 scoppiata la celebre "Congiura dei Fieschi" contro il potere della Repubblica fu incaricato dal doge Benedetto Gentile Pevere di gestire la rivolta assieme a Nicolò de Franchi. Nominato commissario generale partecipò attivamente, con l'aiuto del già doge Cristoforo Grimaldi Rosso, alla repressione dei Fieschi presso l'asserragliato castello di Montoggio in alta valle Scrivia.
Nel 1548, sempre assieme al Grimaldi Rosso, partecipò al rifacimento della darsena del porto di Savona. Morì a Genova nel 1572 dove trovò sepoltura nella chiesa di San Torpete.